# Jérica
Jérica, en castillan et officiellement (Xèrica en valencien), est une commune d'Espagne de la province de Castellón dans la Communauté valencienne. Elle est située dans la comarque de l'Alto Palancia et dans la zone à prédominance linguistique castillane.

## Histoire

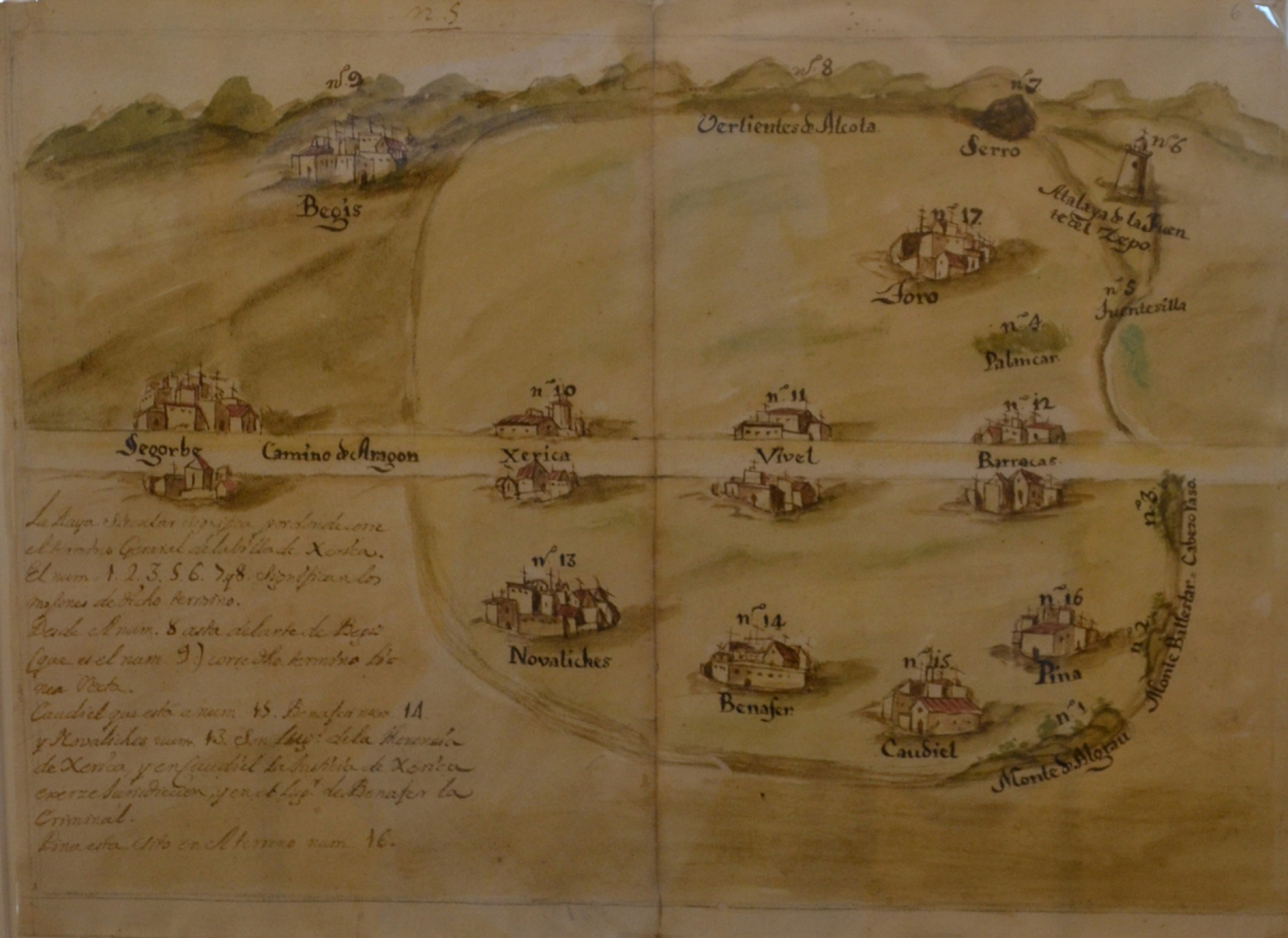
Carte du terme général de Jérica, avec toutes les populations et la route d'Aragon (1717).

## Géographie

Localisation de Jérica
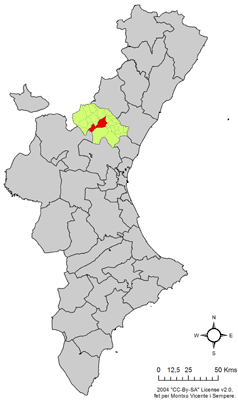
dans la Communauté valencienne.
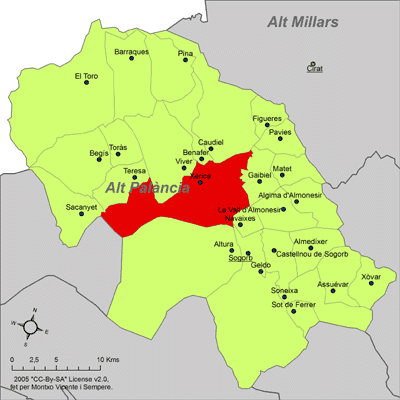
dans la comarque de l'Alto Palancia.